# Хауберг, Петер-Кристиан
Петер-Кристиан Хауберг (дат. Peter Christian Hauberg, 20 сентября 1844, Копенгаген — 11 ноября 1928, Копенгаген) — датский искусствовед, археолог и нумизмат.

## Биография
Родился в семье Йоргена Кристиана Хауберга, датского аптекаря и предпринимателя.
В 1898—1920 годах — директор Королевского собрания монет и медалей.
Крупный знаток истории Дании, в том числе истории датских монет IX—XV веков, Хауберг опубликовал несколько объёмных научных работ по истории денежного обращения Дании.
Владел самой большой для своего времени частной коллекцией датских средневековых монет. Ещё при его жизни коллекция побывала на различных выставках в США, Канаде и ряде европейских столиц.

## Избранная библиография
- Danmarks myntvaesen i Tidsrummet 1377—1481. — Kobenhavn, 1886;
- Myntvorhold og udmyntninger i Danmark indt till 1146. — Kobenhavn, 1900;
- Danmarks Myntvaesen i Tidsrummet 1146—1241. — Kobenhavn, 1906.